# Poggio Corbolone
Il Poggio Corbolone è il più settentrionale dei rilievi che costituiscono le Colline Livornesi e nonostante la sua modesta altezza (267 m) è ben visibile e caratteristico per essere solcato da due cave in disuso, una di talco e l'altra oggi sede del Poligono di Tiro (oggi abbandonato)  di Livorno.
Oggi, il colle è spesso soggetto da escursioni da parte del C.A.I. di Livorno, mediante un sentiero che dal suddetto poligono raggiunge la cava di talco, a 190 metri. Da lì, seguendo il sentiero di crinale (00) è possibile raggiungere in poco tempo l'eremo della Sambuca, situato nella valle del Torrente Ugione.